# Slobozia Bradului
Slobozia Bradului – wieś w Rumunii, w okręgu Vrancea, w gminie Slobozia Bradului. W 2011 roku liczyła 2106
mieszkańców